# Now Apocalypse
Now Apocalypse ist eine US-amerikanische Fernsehserie, die am 10. März 2019 auf dem Pay-TV-Sender Starz ihre Premiere feierte. Sie wurde von dem Filmemacher Gregg Araki und der Autorin Karley Sciortino erdacht, die auch gemeinsam die Drehbücher schrieben, Araki führte zudem bei allen Episoden Regie. Arakis Kollege Steven Soderbergh fungierte als einer der Executive Producer der Serie.
Sie handelt von den drei jungen Personen Ulysses, Carly und Ford aus Los Angeles. Während Ulysses ständig Albträume von Obdachlosen und Echsen-Außerirdischen hat, bekommt Carly keine Rollen als Schauspielerin, verdient aber gutes Geld als Cam-Girl, Ford hadert derweil mit dem Wunsch seiner Freundin, eine offene Beziehung zu führen.
In Deutschland ist die Serie bei Starzplay zu sehen. Am 26. Juli 2019 gab Starz bekannt, dass die Produktion nicht für eine zweite Staffel verlängert wird.

## Handlung
Ulysses Zane, der als Wachmann auf einem Schrottplatz arbeitet und oft flüchtige Affären mit anderen Männern hat, lebt wie seine besten Freunde Carly Carlson und Ford Halstead, der zudem sein Mitbewohner ist, sowie dessen Schwarm Severine Bordeaux in Los Angeles. Carly verdient ihr Geld mit Cybersex, Ford möchte eine Karriere als Drehbuchautor starten, und Severine arbeitet als theoretische Astrobiologin. Während Carly, Ford und Severine in ihren Beziehungen beziehungsweise Berufen einige Schwierigkeiten haben, wird Ulysses von düsteren, präkognitiven Albträumen geplagt. Er fragt sich, ob der Weltuntergang bevorsteht und Reptiloide etwas damit zu haben, oder ob die Träume lediglich von seiner Vorliebe für Marihuana herrühren.

## Produktion
Gregg Araki ließ sich bei seiner Arbeit an Now Apocalpyse von Twin Peaks inspirieren, die nach seiner Ansicht „bahnbrechend, kunstvoll, ungewöhnlich und ganz einfach ihr total eigenes Ding“ sei. Obwohl Araki bereits Erfahrung als Episoden-Regisseur gemacht hatte, war er dennoch skeptisch, eine eigene Fernsehserie zu kreieren, bis ihm die Idee kam, seine Inspiration mit einer Handlung über das Alltagsleben in Los Angeles zu verbinden. Er wurde mit seinem Einfall bei der Autorin Karley Sciortino vorstellig, die mit ihm zusammen schließlich das Konzept ausbaute. Der Filmemacher Gregory Jacobs, mit dem Araki bereits an der Serie Red Oaks zusammengearbeitet hatte, schloss sich dem Projekt an, und überzeugte auch den Regisseur Steven Soderbergh, Teil des Produktionsteams zu werden. Zudem hatten auch der Szenenbildner, die Kostümbildnerin sowie der Kameramann in der Vergangenheit mit Araki zusammengearbeitet.
Am 26. März 2018 bestellte Starz eine erste Staffel der Serie. Araki fungierte dabei als Regisseur aller Folgen und mit Sciortino auch als Drehbuchautor. Er war zudem neben Soderbergh und Jacobs Executive Producer der Serie. Im Juni 2018 wurden Avan Jogia, Kelli Berglund, Beau Mirchoff und Roxane Mesquida in den Hauptrollen besetzt, Tyler Posey, Jacob Artist sowie RJ Mitte neben weiteren Darstellern als wiederkehrende Nebenfiguren. Am 2. Juli wurden auch die Verpflichtungen von Kevin Daniels und Avra Friedman als Nebencharaktere bekanntgegeben. Die Dreharbeiten dauerten insgesamt 40 Tage.
Am 10. Dezember wurde der 10. März 2019 als Starttermin bekannt gegeben, die zweite Folge eine Woche später erstveröffentlicht. Die restlichen acht Episoden wurden ab dem 22. März als Video-on-Demand zur Verfügung gestellt und waren ab dem 24. März zudem wöchentlich auf Starz zu sehen.
Am 26. Juli 2019 wurde die Absetzung von Now Apocalypse bekanntgegeben. Allerdings verkündete Araki, dass er versuchen werde, die Serie auf einem anderen Sender fortsetzen zu lassen.

## Besetzung
Die deutschsprachige Synchronisation wurde bei der DMT nach einem Dialogbuch von Christos Topulos und unter der Dialogregie von Clemens Gerhard erstellt.
| Figur             | Darsteller      | Deutscher Sprecher |
| ----------------- | --------------- | ------------------ |
| Ulysses Zane      | Avan Jogia      | Alexander Merbeth  |
| Carly Carlson     | Kelli Berglund  | Franciska Friede   |
| Ford Halstead     | Beau Mirchoff   | Jonas Minthe       |
| Severine Bordeaux | Roxane Mesquida | Denise M’Baye      |

| Figur         | Darsteller         | Deutscher Sprecher |
| ------------- | ------------------ | ------------------ |
| Lars          | Evan Hart          | Markus Hanse       |
| Klaus         | Taylor Hart        | Markus Hanse       |
| Gabriel       | Tyler Posey        | David Berton       |
| Jethro        | Desmond Chiam      | Jacob Weigert      |
| Barnabas      | Kevin Daniels      | Jan-David Rönfeldt |
| Amber         | Grace Victoria Cox | Anni Perka         |
| Frank         | Mary Lynn Rajskub  | Neda Rahmanian     |
| Kai           | Chris Aquilino     | Nils Rieke         |
| Magenta       | Avra Friedman      | Nicola Schäffler   |
| Mitchell Kent | Henry Rollins      | Achim Buch         |
| Leif          | RJ Mitte           |                    |
| Isaac         | Jacob Artist       |                    |
| Obdachloser   | James Duval        | Frank Jordan       |

## Episodenliste
| Nr. | Deutscher Titel                  | Originaltitel                    | Erstausstrahlung USA | Deutschsprachige Erstveröffentlichung (D) | Regie       | Drehbuch                                         |
| --- | -------------------------------- | -------------------------------- | -------------------- | ----------------------------------------- | ----------- | ------------------------------------------------ |
| 1 | This Is the Beginning of the End | This Is the Beginning of the End | 10. März 2019        | 11. März 2019                             | Gregg Araki | Gregg Araki & Karley Sciortino Idee: Gregg Araki |
| Ulysses Zane trifft sich zum ersten Mal im wahren Leben mit dem attraktiven Gabriel, mit dem er sich eine Weile lang per Textnachrichten unterhalten hat. Die beiden haben Sex in einer Gasse und stellen danach fest, dass sie etwas zu verbinden scheint, können sich aber nicht genau erklären, was. Währenddessen verdient Gabriels Freundin Carly Carlson, während sie auf ihren Durchbruch als Schauspielerin wartet, ihr Geld als Cam-Girl und langweilt sich in ihrer Beziehung mit Jethro, der ebenfalls als Darsteller arbeitet. Ford Halstead, ein weiterer Freund von Ulysses und aufstrebender Drehbuchautor, kommt ins Gespräch mit dem Filmproduzenten Barnabas. In seinem Liebesleben läuft es weniger gut, da er eine feste Verbindung mit der Astrobiologin Severine Bordeaux anstrebt, die aber offene Beziehungen bevorzugt und stets auf der Suche nach neuen Sexualpartnern ist. Unterdessen begibt sich Ulysses an den Ort seines wiederkehrenden Albtraums, in dem ein Obdachloser von einem Reptiloiden-Alien vergewaltigt wird. |                                  |                                  |                      |                                           |             |                                                  |
| 2 | Where Is My Mind?                | Where Is My Mind?                | 17. März 2019        | 18. März 2019                             | Gregg Araki | Gregg Araki & Karley Sciortino Idee: Gregg Araki |
| Da ihn seine Albträume zusehends belasten, recherchiert Ulysses, um ihrer Bedeutung auf die Spur zu kommen. Dabei liest er von einer Verschwörungstheorie, wonach die Erde von Echsen-Menschen unterwandert wird. Barnabas nimmt Ford mit auf eine Filmpremiere, wo dieser von der Atmosphäre begeistert ist und auf den Star-Regisseur Otto West trifft. Später bringt ihn Severine dazu, mit der Frau Daphne einen flotten Dreier zu haben, allerdings sieht Severine nur dabei zu, wie Ford und Daphne Sex haben, weswegen dieser seine Einstellung zur offenen Beziehung überdenkt. Unterdessen findet Jethro Carlys Sexspielzeuge, als sie von ihrem Schauspielkurs nach Hause kommt, erklärt er sich bereit, ihr Bottom zu sein. |                                  |                                  |                      |                                           |             |                                                  |
| 3 | Die Regeln des Spiels            | The Rules of Attraction          | 24. März 2020        | 25. März 2020                             | Gregg Araki | Gregg Araki & Karley Sciortino Idee: Gregg Araki |
| Ulysses ist bestürzt, da Gabriel sich seit Tagen nicht mehr bei ihm gemeldet hat und unauffindbar ist, zudem fällt Ulysses ein, dass Gabriel ein Symbol, welches in seinen Albträumen vorkommt, als Tätowierung trägt. Otto lädt Ford zu sich nach Hause ein und überredet ihn zu einem freizügigen Fotoshooting. Als Ford kurz darauf mitbekommt, dass Severine mit ihrem Ex-Freund Mustafa geschlafen hat, reagiert er wütend, verheimlicht dies aber zunächst vor ihr. Carly erhält Privatunterricht von ihrer Schauspiellehrerin Frank, als diese in eine misandristische Tirade verfällt und Carly verführen will, will sich diese darauf nicht einlassen, weswegen Frank aggressiv wird und sie aus ihrem Kurs wirft. Mitten in der Nacht erhält Ulysses eine Textnachricht von Gabriel, dass sie sich so schnell wie möglich treffen sollen, womit Ulysses eher zögerlich einverstanden ist. |                                  |                                  |                      |                                           |             |                                                  |
| 4 | The Downward Spiral              | The Downward Spiral              | 31. März 2019        | 1. Apr. 2019                              | Gregg Araki | Gregg Araki & Karley Sciortino Idee: Gregg Araki |
| Als Ulysses ein Paket bekommt, hat er Sex mit dem Lieferanten, obwohl dieser heterosexuell und verheiratet ist. Wenig später muss er mit Ford missmutig zu einem Treffen einer Selbsthilfegruppe für Männer gehen, da Ford sich wegen Severines Sex mit Mustafa in seiner Männlichkeit verletzt fühlt. Diese wird unterdessen das Gefühl nicht los, von jemandem verfolgt und beobachtet zu werden. Später gesteht Ford ihr seine Gefühle, sie schlägt ihm daraufhin vor, nur noch gemeinsam mit anderen Personen Sex zu haben. Carly sucht nach einer neuen Mitbewohnerin als Ersatz für Amber, was aber nicht wirklich zu ihrer Zufriedenheit verläuft. Am Ende der Folge begegnet Ulysses bei seiner Arbeit einer Obdachlosen, die sich höchst seltsam benimmt. |                                  |                                  |                      |                                           |             |                                                  |
| 5 | Stranger Than Paradise           | Stranger Than Paradise           | 7. Apr. 2019         | 8. Apr. 2019                              | Gregg Araki | Gregg Araki & Karley Sciortino Idee: Gregg Araki |
| Ford erhält von Barnabas eine Einladung zu einer luxuriösen Prominenten-Party in Palm Springs und nimmt kurzerhand Ulysses, Carly und Severine mit. Dort trifft Ulysses auf Mitchell Kent, den Autor der Echsen-Verschwörungstheorie, und will mit ihm ins Gespräch kommen, der ihn aber sehr barsch verbal angreift. Danach fühlt er sich zu seiner großen Verblüffung zu einer Kellnerin angezogen, mit der er Sex hat. Severine verlässt nach kurzer Zeit die Party, da sie zu einem beruflichen Notfall gerufen wird. Carly trifft auf den Bildhauer Leif, der unter infantiler Zerebralparese leidet. Obwohl sie sich sehr gut verstehen, kann sich Carly Jethro zuliebe nicht zu einem Seitensprung überwinden. Als Ford zu viel Alkohol trinkt und bewusstlos wird, bekommt Ulysses schockiert mit, wie er von Barnabas missbraucht wird. |                                  |                                  |                      |                                           |             |                                                  |
| 6 | She’s Lost Control               | She’s Lost Control               | 14. Apr. 2019        | 15. Apr. 2019                             | Gregg Araki | Gregg Araki & Karley Sciortino Idee: Gregg Araki |
| Da seine Albträume einfach nicht aufhören, fragt Ulysses in einem Alien-Forum um Rat und will eine Deutung bekommen, sein Post wird aber wegen eines angeblichen Regelverstoßes gelöscht. Später erklärt er sich bereit, Carly beim Dreh ihrer Webserie Luder zu helfen, ist aber von den engagierten Laien-Schauspielern genervt, die seinen Anweisungen nicht folgen wollen. Carly ist nach dem Dreh frustriert, weil ihre Agentin sie nicht mehr vertreten will, und spielt zum Trost ein Rollenspiel mit Jethro, was von ihrer verstörten Mitbewohnerin beobachtet wird. Ulysses sieht bei der Arbeit den Obdachlosen aus seinen Träumen und rennt ihm hinterher, kann ihn aber nicht einholen. Da Severine immer öfter arbeiten muss, ist Ford enttäuscht und zeigt Ulysses die Fotos, die Otto von ihm gemacht hat. Als Ulysses den Vorfall auf der Party erwähnt, wird Ford wütend und behauptet, dass Ulysses nur auf seine Karriere eifersüchtig sei. |                                  |                                  |                      |                                           |             |                                                  |
| 7 | Anywhere Out of the World        | Anywhere Out of the World        | 21. Apr. 2019        | 22. Apr. 2019                             | Gregg Araki | Gregg Araki & Karley Sciortino Idee: Gregg Araki |
| Ulysses macht Bekanntschaft mit dem attraktiven Sozialarbeiter Isaac, zu dem er sich sofort hingezogen fühlt. Als sie zum ersten Mal Sex haben wollen, muss Ulysses immer wieder an Gabriel denken, allerdings gelingt es ihm doch, mit Isaac zu schlafen. Später träumt er von Gabriel als Erzengel, der ihn vor der Auslöschung der Menschheit warnt. Unterdessen läuft es für Carlys Schauspielkarriere immer schlechter, allerdings findet sie eine neue Umsatzquelle, als ein Kunde ihr für eine Flasche ihres Urins 200 Dollar gibt. Severine nimmt Ford auf eine Sex-Party im Stil von Eyes Wide Shut mit, wo sie Teil einer Orgie werden, tags darauf ist Ford entsetzt, als seine freizügigen Fotos überall in der Stadt auf Reklametafeln zu sehen sind, beruhigt sich aber, als Severine ihm sagt, dass sie dies erotisch fände. |                                  |                                  |                      |                                           |             |                                                  |
| 8 | Unknown Pleasures                | Unknown Pleasures                | 28. Apr. 2019        | 29. Apr. 2019                             | Gregg Araki | Gregg Araki & Karley Sciortino Idee: Gregg Araki |
| Severine will Ford erneut mit einem flotten Dreier überraschen und sagt ihm sowie ihrem Sexpartner Tyce, dass sie die 369-Stellung (Neunundsechzig und Analverkehr) mit ihnen praktizieren will. Allerdings fühlt sich Ford von dem muskulösen Tyce eingeschüchtert, dem ebenfalls unwohl ist, da ihn Severine als reines Sexobjekt betrachtet, weswegen es zu ihrem Ärger nicht zum Sex mit den Männern kommt. Derweil geht Carly mit Jethro in einen Dungeon, was für ihn nicht angenehm wird, da sie sein Safeword ignoriert und trotz seiner Proteste nicht mit dem BDSM-Sex aufhört. Bei Ulysses läuft es besser, da er und Isaac immer glücklicher miteinander sind, verbringen sie erneut eine Nacht zusammen und beschließen, sich danach weiterzutreffen. |                                  |                                  |                      |                                           |             |                                                  |
| 9 | Disappear Here                   | Disappear Here                   | 5. Mai 2019          | 6. Mai 2019                               | Gregg Araki | Gregg Araki & Karley Sciortino Idee: Gregg Araki |
| Ulysses ist verunsichert, als Isaac ihm von einer Epidemie unter den örtlichen Obdachlosen erzählt, wonach diese unter Wahnvorstellung leiden, von Aliens vergewaltigt zu werden. Später erklären sich die beiden zum offiziellen Paar, Ulysses ist überglücklich, als er von Isaac einen Schlüssel für dessen Wohnung erhält. Unterdessen trifft Carly erneut auf Leif, während Jethro ihre Tätigkeit als Cam-Girl entdeckt, als er zufällig auf ihre Webseite stößt. Als Severine für unbestimmte Zeit nach Roswell versetzt wird, ist Ford untröstlich und zerreißt die Telefonnummer, die er von einer fremden Frau erhalten hat. Bei Severines Arbeitsstelle hat sie einen flotten Dreier mit ihren Kollegen, den Zwillingen Lars und Klaus. |                                  |                                  |                      |                                           |             |                                                  |
| 10 | Alles ist für immer fort         | Everything Is Gone Forever       | 12. Mai 2019         | 13. Mai 2019                              | Gregg Araki | Gregg Araki & Karley Sciortino Idee: Gregg Araki |
| Isaac trennt sich im Streit von Ulysses, als dieser urplötzlich eine neue Nachricht von Gabriel erhält und Isaac von ihrer gemeinsamen Vergangenheit erfährt. Auch Carly und Jethro streiten sich wegen ihrer Tätigkeit als Cam-Girl. Als sie sich etwas später bei einem Fernsehsender mit einem Produzenten trifft, stellt sich heraus, dass dieser einer ihrer Kunden ist, der ihr eine Karriere verspricht. Ford ist am Boden zerstört, als sich Severine aus beruflichen Gründen von ihm trennt und endgültig aus der Stadt zieht. Als ihn die Frau Cleopatra anspricht und mit ihm flirtet, ist er vor Kummer zunächst nicht interessiert, wacht aber am nächsten Morgen in ihrem Bett auf. Ulysses trifft endlich auf den Obdachlosen aus seinen Träumen und stellt ihm Fragen. Dieser bestätigt, mehrmals von Alien vergewaltigt worden zu sein. Nach sechs Monaten würde „die Geburt einsetzen“, weswegen er Ulysses anfleht, ihn zu töten. Als er sich weigert, stirbt der Obdachlose kurz darauf durch einen von einer Leitung verursachten Stromschlag. Ulysses trifft erneut auf Gabriel, als sich Carly von einem betrunkenen Jethro trennt, der direkt danach von einem Alien vergewaltigt wird. |                                  |                                  |                      |                                           |             |                                                  |

## Rezeption
„Auch inhaltlich ist Now Apocalypse für Araki weniger der Beginn eines neuen Kapitels als ein Fortführen von Themen und Ideen, die ihn schon in den 90er Jahren bewegten, als er sich zu einem Vorreiter des New Queer Cinemas aufschwang (…) Alle Zutaten, die sein Kino Kult werden ließen, sind auch in Serienform noch Arakis Markenzeichen: junge, attraktive Protagonisten und Protagonistinnen, viel Sex in allen Kategorien, coole Musik, halluzinatorisch- knallige Farben, schriller Humor und eine Ahnung vom Weltuntergang (…) Klassisch Araki ist an Now Apocalypse allerdings auch der beträchtliche, teilweise durch die Darstellerleistungen noch befeuerte Trash-Appeal (…) Weil Araki sich allerdings auch mit mittlerweile 59 Jahren nie über seine jungen, naiv-verpeilten Protagonisten erhebt und in Sachen Absurdität von Folge zu Folge eine Schippe mehr drauflegt, gelingt Now Apocalypse etwas Erstaunliches: Selbst auf bestens mit Arakis Werk vertraute Zuschauer wirkt die flotte Serie in ihrer Unbedarftheit und erfrischenden queeren Selbstverständlichkeit ungeheuer modern und zeitgemäß.“

Haleigh Foutch bewertete Now Apocalypse auf Collider mit vier von fünf Sternen. Araki bringe die „verspielte, grelle Schwulheit und dekadente Wunderlichkeit“ seiner Filme mit der Serie ins Fernsehen. Das Ergebnis sei eine „fröhliche und ausgelassene B-Movie-Verdrehung von sexuellem Sex and the City-Humor“, durchzogen von Arakis bekanntem „paranoidem Hedonismus“. Ein scharfzüngiger Höhepunkt der Produktion sei Kelli Berglund als äußerst freche und kluge Carly, der die für Araki typischen „Leck-mich-am-Arsch-Bemerkungen“ in den Mund gelegt würden. Obwohl lustig, lebhaft und sexy, sei die Serie nicht so tiefgründig, konsistent oder provokant wie Arakis beste Filme. Der Regisseur erleide vielleicht nicht mehr die „Qualen jugendlicher Angst“, hätte für diese aber auch nicht seine Empathie verloren. Diese endlose Faszination für die Verrücktheiten der Jugend und die Suche nach Selbstfindung treibe die besten Momente der Serie an, in der es um Sex und Beziehungen gehe. Jedoch würde die Serie die meisten Zuschauer wahrscheinlich mit ihrer „verwirrenden Seltsamkeit“ und Darstellung expliziter Sexualität kaltlassen. Selbst für große Araki-Fans ließe sich nicht leugnen, dass die Qualität schwanke, zudem verliere die Serie in den ersten fünf Folgen oft den Faden für die größere Handlung und vergesse manchmal, überhaupt eine Sci-Fi-Produktion zu sein. Dies sei aber typisch Araki, in dessen Filmen die Handlung noch nie eine sehr große Rolle gespielt hätte, auch überträfen die guten Seiten die schlechten. Für alle alten Fans von Araki, seien es queere Jugendliche, Punks, Kiffer oder Außenseiter, die in seinen Filmen einen Platz gefunden haben, sei Now Apocalypse eine willkommene Rückkehr und ein „Update“ seiner vertrauten Motive, abgerundet mit einem „Scheiß drauf-Verve“, der perfekt ins Jahr 2019 passe.
Von Ben Travers der Branchenwebseite IndieWire erhielt die Serie ein C- (entspricht einem deutschen Befriedigend). Er behauptete, dass es eine ganze Weile dauere, bis die im Titel versprochene Action und die Apokalypse eintrete. In den ersten drei Episoden sei ein erregendes Moment vollständig abwesend. Somit hätte die Serie dasselbe Problem wie viele, die von Film-Autoren inszeniert werden, da sie so darauf konzentriert sei, die „versteckte, wunderliche, apokalyptische Pointe“ zu verzögern, dass die Handlung der ersten Folgen nie verlockend, aufschlussreich oder unterhaltsam sei. Zwar gäbe es am Ende der ersten Episode einen ersten vagen Hinweis auf ein Ereignis, dass die Serie auf den Kurs einer Sci-Fi-Katastrophe leite. Jedoch sei es ein Problem, dass Araki diese Enthüllung zurückhalte, was die Erwartungen wiederum niedrig halte und den Zuschauern lediglich halbherzige Affären und Hollywood-Träume präsentiere. Dies sei für eine Serie unzureichend, weswegen auch das einsatzfreudige, sympathische Ensemble es nicht schaffe, die Produktion über „albernen Kiffer-Humor“ zu erheben. Araki erschaffe eine Hommage an Ey Mann, wo is’ mein Auto?, ziehe aber die Handlung in die Länge, selbst die „pornohaften Sexszenen“ seien nicht sehr lustig und vorhersehbar. Eventuell sei die eigentliche Apokalypse auch uninspirierte, Marihuana rauchende Slacker aus der Generation der Millennials beziehungsweise die Tatsache, dass die junge Generation aufgrund von Thematiken wie der globalen Erwärmung oder Donald Trumps Präsidentschaft bereits aufgegeben haben. Allerdings bleibe dies aufgrund fehlender pointierter Elemente unklar, das Ende der Serie sei so „dumpf wie vertraut“. Letztendlich sei Apocalypse Now eine „weitere faule Neuschöpfung von Millennial-Unbehagen“.
Daniel D'Addario schrieb in der Variety, dass die Produktion eine Art „Fusion der zwei Seiten von Arakis Karriere“ sei. Seine Kultfilmen handelten von dem „Verständnis modernen Lebens junger Menschen, das von einem Verlangen nach Intimität und der Vorahnung eines bevorstehenden Desasters“ geprägt sei. Danach hätte sich Araki als „Wandergeselle“ im Fernsehgeschäft neu erfunden. In allen Einzelfolgen, die er inszenierte, ginge es darum, dass die Jugend der 2010er Jahre nicht von Versprechen, sondern „endlosen Bedrohungen“ beherrscht sei und die Betroffenen dies zwar klar und deutlich wahrnehmen, aber nicht viel unternehmen könnten, um die Situation zu verbessern. Die liebenswürdigen Darsteller müssten eine Geschichte über sich ergehen lassen, die wie ein „Aufguss einer scharfzüngigeren Vorlage“ wirke. Carlys Handlungsstrang als Cam-Girl, die während ihrer Tätigkeit an ihren Schauspielkünsten feilt, stelle auf eine „pervers clevere“ Art und Weise den Blick dar, den viele auf Unterhaltungs-Objekte werfen. Die Figur Ford sei weniger gewitzt, da er ein „tafelartiger Trottel“ sei, der sich selbst als aufstrebenden Drehbuchautor verstehe, was die Personen, die seine Unsicherheiten für Sex ausnutzen, anders sehen würden. Arakis Version einer „bonbonfarbenen Stadt“, die von „verblendeten Narzissten und ihren Verehrern“ bewohnt wird, sei konsistent, werde aber von Ulysses’ Suche nach den Außerirdischen überschattet, die „dumm und fantasielos“ und von dem zornigen Ton der Serie zu weit entfernt sei. Araki hätte viel über den Zustand der Welt zu sagen, allerdings seien diese Ansichten übertrieben klischeehaft, vor allem im Vergleich mit Barry und The Kominsky Method, in denen es ebenfalls um Schauspielerlehrer in Los Angeles geht. Da das Fernsehen Arakis grimmige Sicht auf die Welt bereits vielfach behandelt habe, bliebe ihm nur, mit schierer Absurdität herauszustechen. Alle Figuren-Typen seien energisch, alle anzüglichen Momente „blödsinnig übergroß“, jede egoistische Handlung „fröhlich soziopathisch“. Allerdings benötigten Arakis Charaktere nicht diese Art von Ausschmückung.